# 阿尔曼·索丁
阿尔曼·索丁（法語：Arman Soldin；1991年3月21日—2023年5月9日），波斯尼亚裔法国记者，供职于法新社。2023年5月9日，他在乌克兰顿涅茨克州恰西夫亚尔附近报导俄乌战况时遭到一枚BM-21火箭炮击中身亡，引发各地记者组织及国际领导人谴责。2023年7月，法国政府向索尔丁追授法國榮譽軍團勳章。

## 早年生活
索丁于1991年3月21日生于萨拉热窝。1992年4月25日，索丁一家为了躲避种族主义冲突带来的战乱，搭乘了一架人道主义飞机去到了法国，他的母亲后来成为了一名哲学和社会学教授。索丁一家于6年后回到波斯尼亚，其后索丁便开始了他的小学生活。2002年，索丁在父母离婚后搬到了布列塔尼半岛的雷恩。除了波斯尼亚语外，索丁还能流利使用法语、英语和意大利语等语言，并在很小的时候就对新闻业产生了兴趣，11岁时就喜欢在卧室里尝试写新闻快讯。16岁时，索丁在YouTube发布了一段名为“战争中的萨拉热窝”（Sarajevo in War）的照片集视频，并使用了意大利作曲家托马索·阿尔比诺尼的慢板作品作为配乐。

## 教育
索丁于2006年至2009年间就读于雷恩的圣马丁学校（Lycée Saint Martin），主修专业为社会学，并获学校评为二等上学生以及持有法国业士文凭。2013年，索丁从伦敦大学学院取得了政治学及东欧政治、经济、历史和国际关系研究专业文学学士学位。在伦敦大学学院求学期间，索丁加入了《Eureka Magazine》的编辑团队，负责政治、社会、艺术与文化方面的报道。
2014年，索丁自萨拉热窝大学的波斯尼亚和黑塞哥维那科学与艺术学院取得了表演艺术生产管理以及电影和视频拍摄与生产专业的硕士学位，其后他又进入里昂大学学习新闻学专业中的“新型新闻实践”（New Journalistic Practices），并在2015年毕业。

## 职业
索丁在2015年加入法新社。加入之初，索尔丁被派到罗马实习，根据当地视频记者索尼亚·洛格尔回忆，索丁的求知欲望非常强烈，渴望了解意大利的一切并且极其热爱生活。2015年2月，索丁报道了非洲难民到达意大利兰佩杜萨岛的情况。实习结束后，索丁进入了法新社在伦敦的办公室，并在2018年6月报道了人道主义救助船只生命线号在地中海地区等待一周后进入马耳他时与意大利政府的对峙，同年10月，索丁对米洛拉德·多迪克代表塞尔维亚族赢得总统选举进行了报道。2019年，索尔丁披露了一则伦敦警方在一辆来自比利时的冷藏货车内发现39具尸体（其中包括一名青年）的消息。在英国开始脱欧进程后，索丁于2019年12月报道称苏格兰总理妮古拉·斯特金以及她所领导的反对党派发起了一场关于苏格兰独立的全民公决。2020年，索丁再次被派到了罗马。
索丁在青年时期亦非常爱好足球，并曾在2006年到2008年间效力于雷恩足球俱乐部，惟后来因为膝盖受伤的原因被迫结束了足球生涯，但那段时期的经验使得索尔丁在2021年到2023年间得以为法国电视频道Canal+担任英格兰足球超级联赛、欧洲女子足球锦标赛和歐洲超級盃等赛事的评论员，此后他在去到乌克兰后也有从事足球评论工作。

### 在乌克兰的工作
2022年2月24俄罗斯开始全面入侵乌克兰当天，索丁就随特别记者团去到了乌克兰，成为法新社第一批到达乌克兰的记者团成员之一。后来索丁因轮班而遭到替换（虽然其本人并不情愿），但其后又在2022年9月重新回到乌克兰担任视频调度人。对于那些在摄像机前会感到害怕的受访对象，索丁经常使用手机拍摄，例如他曾用手机拍过一名恰西夫亚尔妇女照料花园和一位名叫奥列克桑德（Oleksandr）的前焊接工人骑在轻便摩托车上向躲在顿巴斯避难所的人们递面包的画面，以及曾在基辅拍下一名应征入伍的军人与其已经逃到国外的儿子一起游玩网络游戏的场景。2022年12月，索丁通过法新社发布了一段在赫尔松拍摄的视频，指出俄罗斯军队虽然已经撤到第聂伯河对岸，但依然继续沿着第聂伯河组织狙击手和炮兵训练，导致对当地乌克兰民众的援助面临危险。2023年1月，索尔丁报道了俄军在顿涅茨克州东部的索萊達爾和武赫萊達爾发起的激烈攻势。2023年4月，索丁报道了乌克兰军队在巴赫穆特修建防御工事的情况。除了日常的报道工作外，索丁亦曾与一名艺术家计划合作制作关于乌克兰的图像小说作品，以让外界了解乌克兰的境况。
索丁经常会在社交媒体上发帖，其中有一条帖子讲述了他和记者团队友在战壕里发现一只受伤的刺猬后将其带回喂养，并在几天后放归自然的故事，引发了网友关注。为了纪念索尔丁，动物保护团体UAnimals NGO宣布将放出100,000乌克兰格里夫纳（2,475.13欧元）的资金，以招募志愿者前往战区拯救刺猬以及为刺猬修建躲避场所。

## 遇难
2023年5月9日，索丁跟随记者团在顿涅茨克州恰西夫亚尔附近采访一支乌克兰分队时遭到一枚火箭炮击中后身亡。除索尔丁外，没有其他在场人员受伤。于2022年10月加入索尔丁团队的战地记者埃马纽埃尔·皮丘（Emmanuel Peuchot）报道称索丁遇难时手里仍然拿着相机，而其面部则没有被炸痕迹。根据法新社信息部、无国界记者全球新闻总编菲尔·切温德（Phil Chetwynd）发给同事的邮件所描述，在索丁被导弹击中前，总共四人的记者队伍正在两名乌克兰士兵的护送下观察前线，据另外三名同事回忆称，索尔丁在被击中后可能曾尝试扑向前方几米处的战壕，以免直接倒向地面。
保護記者委員會欧洲及中亚调解员古尔诺扎·赛义德（Gulnoza Said）在声明中代表委员会对索丁作出了哀悼，并表示战地记者对战场的报道意义重大，呼吁俄罗斯和乌克兰对索丁的死进行彻底的调查。此外，保護記者委員會还指出索丁已是自2022年以来第17个在乌克兰身亡的记者以及自2023年起第3位遇难的专业媒体人员。
乌克兰国防部对索丁的死表达了哀悼，并表示此事系因俄罗斯的袭击所致。俄罗斯国防部也表示对索尔丁之死感到悲痛，但还表示当时周边的环境尚未弄清楚。
无国界记者全球新闻总编辑菲尔·切温德（Phil Chetwynd）发表评论称索丁的“杰出工作”使他“对法新社在乌克兰做的新闻工作感到骄傲”。法新社社长法布里斯·弗里斯则表示索丁的死反映了俄乌战场上的战地记者所面临的危险。
2023年5月10日，联合国教科文组织总干事奧德蕾·阿祖萊在新闻发布会上对索丁遇难一事作出了谴责，同时教科文组织将索尔丁列入了“遇害记者观察站”存档。
索丁遇难后，法新社歐洲部主任布哈吉亞（Christine Buhagiar）表示法新社失去了一位“热情、精力充沛、勇敢的记者”，法国总统埃马纽埃尔·马克龙亦通过Twitter账户称赞索丁自俄乌冲突一开始就“一直勇敢地工作在最前线以传递真相”，并向其家人和同事表达了哀悼。5月11日，全球各地的法新社记者及职员集体为索丁默哀了一分钟。2023年6月1日，法新社巴黎总部为索丁召开了追思会，并宣布该台记者将于下周回到乌克兰战线继续报道。
白宫发言人卡琳·珍-皮埃爾表示全世界“应该感激”（owes a debt to）索丁，并表示新闻业是自由社会的基础之一。
2023年5月13日，法国反恐调查单位“打击核心国际犯罪和仇恨犯罪中央办公室”（法語：表示已经开始就索丁遇难一事开展战争罪行调查，并将仔细调查索尔丁遇难时的环境。